# Angel Esquire
Angel Esquire é um filme mudo britânico de 1919, do gênero policial, dirigido por W.P. Kellino e estrelado por Aurelio Sidney, Gertrude McCoy e Dick Webb. Foi baseado no romance de 1908 Angel Esquire, de Edgar Wallace. Um milionário deixa sua fortuna para quem conseguir descobrir a combinação para desbloquear seu cofre.

## Elenco
- Aurelio Sidney como Jimmy
- Gertrude McCoy como Kathleen Kent
- Dick Webb como Angel
- W.T. Ellwanger como Spedding
- George Traill como Connor
- Cecil del Gue como Reale
- Florence Nelson como Sra. Reale